# Saint-François-Lacroix
Saint-François-Lacroix är en kommun i departementet Moselle i regionen Grand Est (tidigare regionen Lorraine) i nordöstra Frankrike. Kommunen ligger i kantonen Bouzonville som tillhör arrondissementet Boulay-Moselle. År 2022 hade Saint-François-Lacroix 322 invånare.

## Befolkningsutveckling
Antalet invånare i kommunen Saint-François-Lacroix
| Referens: INSEE |